# Distrito Histórico de Rascacielos del Borough Hall
El Distrito Histórico de Rascacielos de Borough Hall es un área de conservación situada en Downtown Brooklyn, en Nueva York (Estados Unidos). Fue declarada tal en 2010 por la Comisión para la Preservación de Monumentos Históricos de Nueva York Incluye varios rascacielos históricos, entre los cuales hay algunos de los edificios más altos de Brooklyn. Estos se encuentran en las calles Montague, Remsen, Joralemon, Livingston y sus intersecciones con la calle Court, que en esa zona adopta el nombre informal de Skyscrapers Row (lit. Fila de los Rascacielos). Debe su nombre al Brooklyn Borough Hall e incluye 21 edificios significativos tanto por su importancia histórica y arquitectónica, como por su existencia continua en un vecindario en el que ha habido amplios procesos de renovación urbana. Muchos de estos inmuebles se encuentran en el Registro Nacional de Lugares Históricos.

## Historia
El Distrito Histórico de Rascacielos de Borough Hall se encuentra en una zona conectada por ferry con Manhattan desde los tiempos de Nueva Ámsterdam del siglo XVII, cuando Brooklyn y Nueva York hacían parte de la colonia holandesa de Nuevos Países Bajos. El área se urbanizó a mediados del siglo XIX, cuando se construyeron varios edificios en la calle Joralemon y se crearon muchas instituciones culturales en los alrededores de la calle Montague. En 1830, se decidió que el Brooklyn Borough Hall se construiría en esta zona situada en las afueras del núcleo urbano de Brooklyn Heights, que por problemas financieros solo se terminó hasta 1848. El área de la calle Court se desarrolló tras la apertura de una ruta en la años 1850.
En los años 1860 Brooklyn superó los 400 000 habitantes. El área se convirtió en el verdadero distrito de oficinas y comenzó a ver el surgimiento de edificios de gran altura tras la guerra de Secesión. Estos emplearon una amplia gama de estilos arquitectónicos, incluido el Segundo Imperio, neogriego, neorrománico y Beaux Arts, así como una serie de avances técnicos. La mayoría de estos edificios fueron demolidos para dar paso a los rascacielos actuales, y entre los pocos sobrevivientes significativos de esta época está el Franklin Building, de estilo neorrománico.

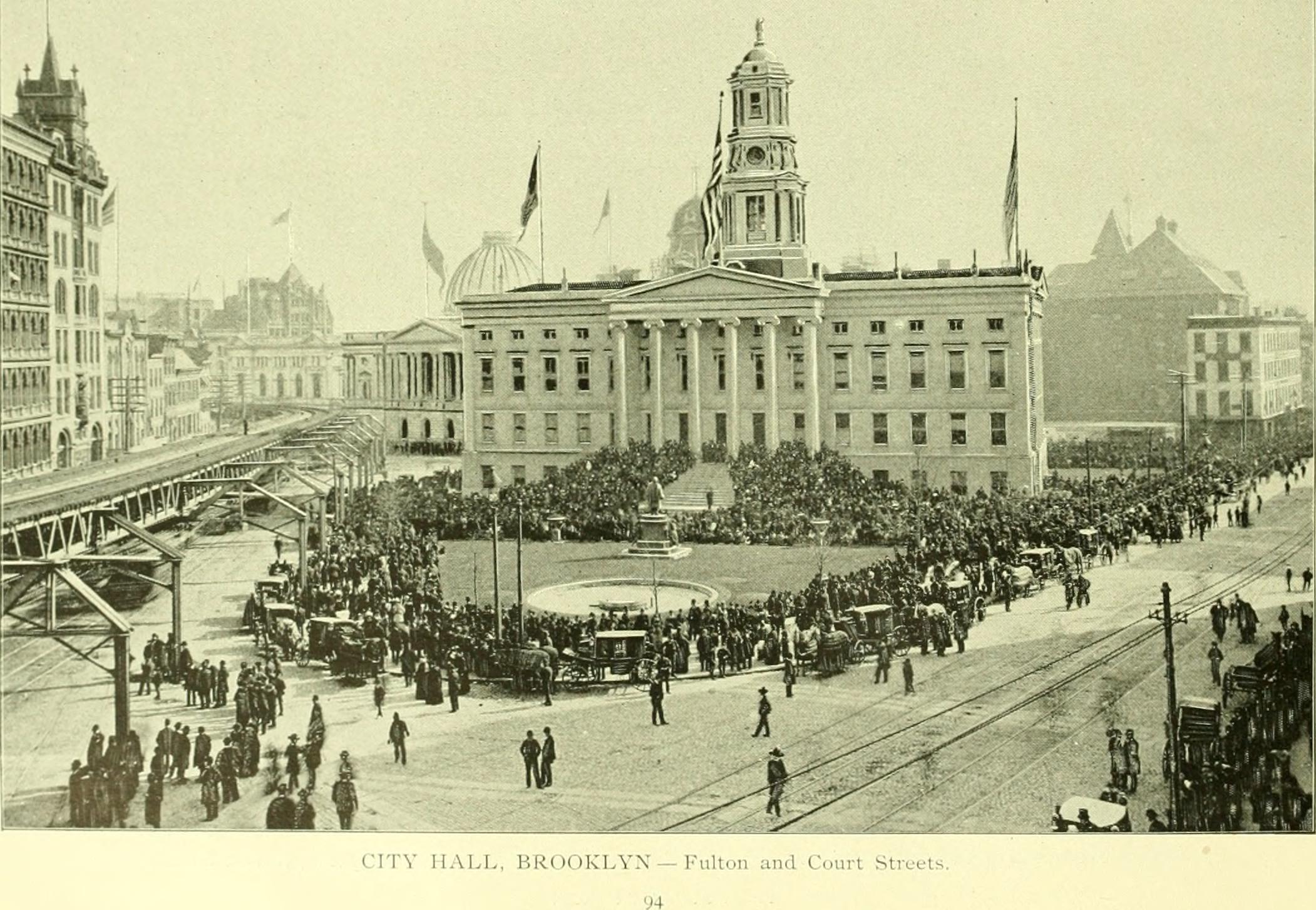
El Brooklyn Borough Hall con el Palacio de Justicia del Condado de Kings y el Hall of Records

En los años 1860 se construyeron el Palacio de Justicia del Condado de Kings al Borough Hall y el Hall of Records (ambos fueron demolidos y en su lugar se construyóel Brooklyn Municipal Building). En 1874 la Continental Insurance Company of New Yorkinauguró su sede de estilo Segundo Imperio en la esquina suroeste de las calles Court y Montague. También en esa época se construyeron en la misma zona el Low [Garfield] Building y el Phoenix Building, lo que según un artículo del Brooklyn Eagle convirtieron esa cuadra en "el corazón comercial de la ciudad".
A principio de los años 1880 Brooklyn superó los 600 000 habitantes. Durante ese periodo, la construcción del puente de Brooklyn y el trazado de varias líneas de metro del Ferrocarril Elevado de Brooklyn y del Ferrocarril Elevado del Condado de Kings estimularon aun más el desarrollo de la zona. En 1891 se inauguró el Federal Building and Post Office, de Mifflin E. Bel, y el mismo año se terminó en la esquina de las calles Montague y Clinton el Franklin Trust Company Building, de 10 pisos de altura. Un año más tarde fue conclido el Brooklyn Daily Eagle Building en la esquina sureste de Washington y Johnson Street justo al este del Brooklyn Borough Hall.

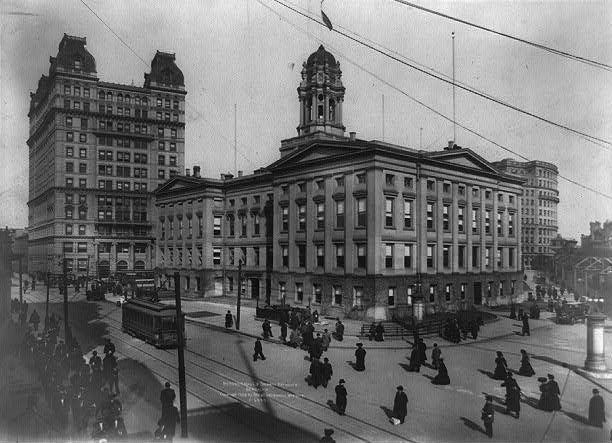
El Temple Bar Building y el Brooklyn Borough Hall a principios del siglo XX

Junto con el Mechanics Bank Building de 1896 (que se elevaba diez pisos sobre la esquina noroeste de las calles Court y Montague), el Franklin Trust Company Building y el Brooklyn Daily Eagle Building eran de estilo Beaux Arts y fueron diseñados por el arquitecto George L. Morse. También de Morse era el Temple Bar Building, un inmueble de oficinas que comenzó a construirse en los últimos años delo siglo XIX que en su momento fue el edificio más alto de Brooklyn y que presentaba semejanzas formales con el Park Row Building de Manhattana, que en aquel entonces era el edificio más alto de Nueva York y edificio más alto del mundo.

### SiglosXXyXXI
La apertura de varias líneas de metro y otras mejoras en el transporte y la construcción edificio municipal favorecieron el auge inmobiliario en curso. A principios del siglo XX se construyeron nuevas estructuras comerciales de estilo neoclásico, entre ellas el 188 Montague Street, el 184 Joralemon Street, el Terminal Building y el Temple Bar Building (que fue inaugurado en 1901). En 1918 se completó el 32 Court Street, que con 67 m de altura y 23 pisos es considerado el primer rascacielos de Brooklyn.
En 1926 se inauguraron por su parte el 75 Livingston Street y el Court and Remsen Building, que con 27 pisos y 107 m de altura fue el edificoio más alto de Brooklyn entre 1926 y 1927. Ese año perdió el título cuando se construyó en sus inmediaciones el Montague-Court Building, que con 141 m y 35 pisos fue el más alto de la ciudad hasta 1929. Estas estructuras reflejan la Ley de Zonificación de 1916 en el uso de retranqueos y en la esbeltez de sus proporciones. Otros edificios comerciales de grana altura construidos en esta área fueron los neogóticos 186 Joralemon Street, 191 Joralemon Street y 56 Court Street.

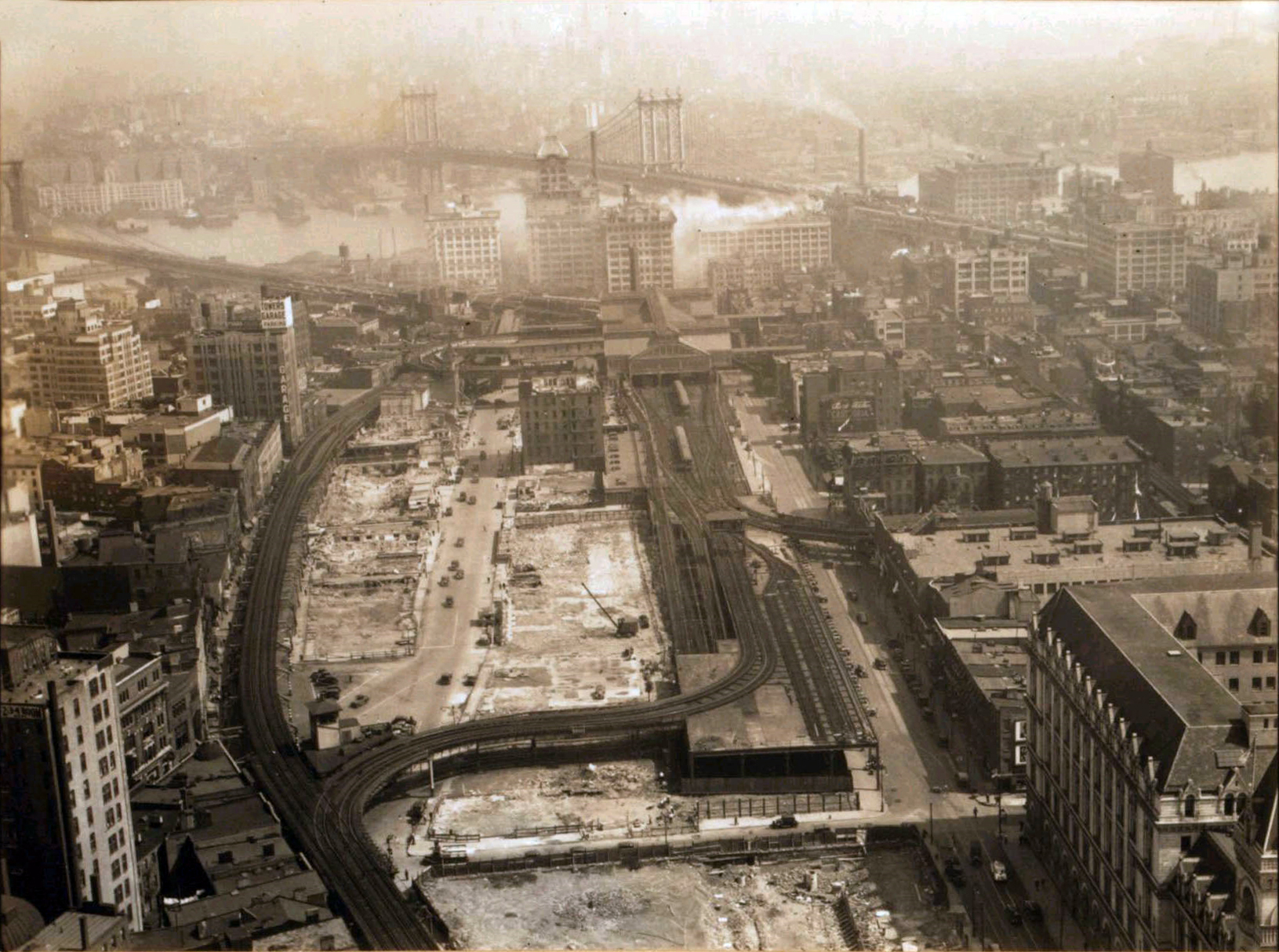
Construcción de la Cadman Plaza en 1936

La Gran Depresión detuvo la construcción de rascacielos en la mayoría de los centros urbanos de Estados Unidos y Downtown Brooklyn no fue la excepción. Aunque en los años 1930 se construyeron en Brooklyn algunas grandes estructuras (entre las que destaca la Williamsburgh Savings Bank Tower, que fue durante 81 años el edificio más alto del borough), estas se encontraban por fuera del downtown. En esta década se detuvo casi por completo la construcción de inmuebles en el área delimitada por el distrito, y hubo por el contrario demoliciones masivas auspiciadas por el gobierno que llevaron a la pérdida de gran parte del tejido histórico del vecindario. En 1935 se demolieron más de 90 edificios que se encontraban entre las calles Fulton y Washington, y en 1939 se mejoró el acceso al puente de Brooklyn y se inauguró la Cadman Plaza.
A instancias de Robert Moses y el presidente del condado, John Cashmore, en 1945 se adoptó un plan maestro integral para el centro cívico de Brooklyn y el área del centro en el que casi toda el área al norte de la avenida Atlantic y al oeste del Navy Yard fue etiquetada como "adecuada para replanificación, autorización y redesarrollo". En los años 1950 y 1960, se demolieron más de 300 edificios, incluido el Palacio de Justicia del Condado de Kings, el Hall of Records, el Mechanics Bank Building y el Brooklyn Daily Eagle Building. En 1960 el Lafayette National Bank inauguró su sede en un edificio edificio moderno de dos plantas en 200 Montague Street, diseñado por Philip Birnbaum. En 1962 se terminó el 175 de Remsen Street, una torre de oficinas de 12 plantas también diseñada por Birnbaum.
Tras algunos años de inactividad en la calle Court y sus alrededores, al skyline de Downtown Brooklyn se agregaron el los rascacielos 1 Pierrepont Plaza en 1988, el MetroTech Center en los años 1990, las torres residenciales de la avenida Flatbush a principios del siglo XXI y el 1 Clinton Street en 2020.

## Galería

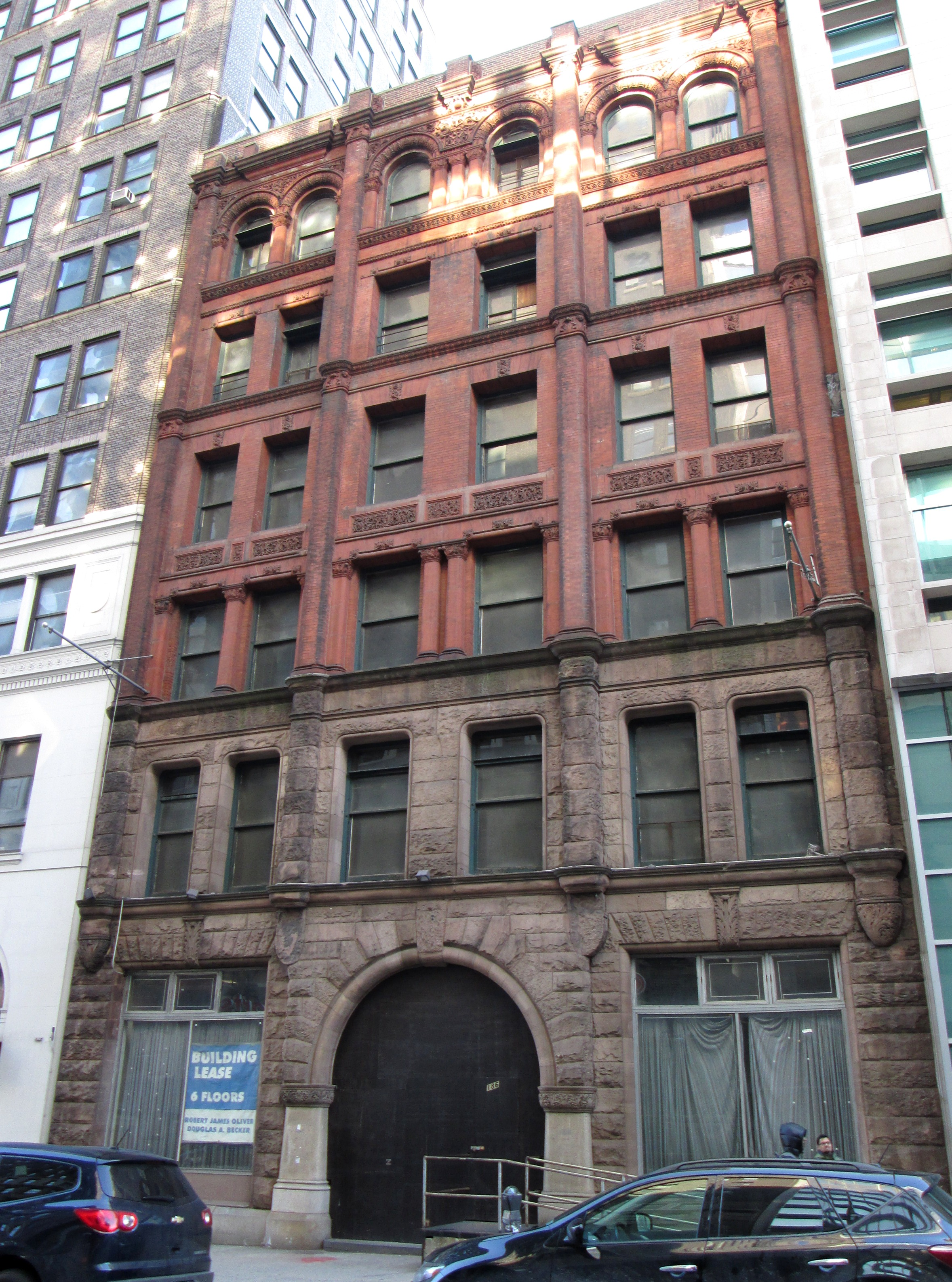
Franklin Building
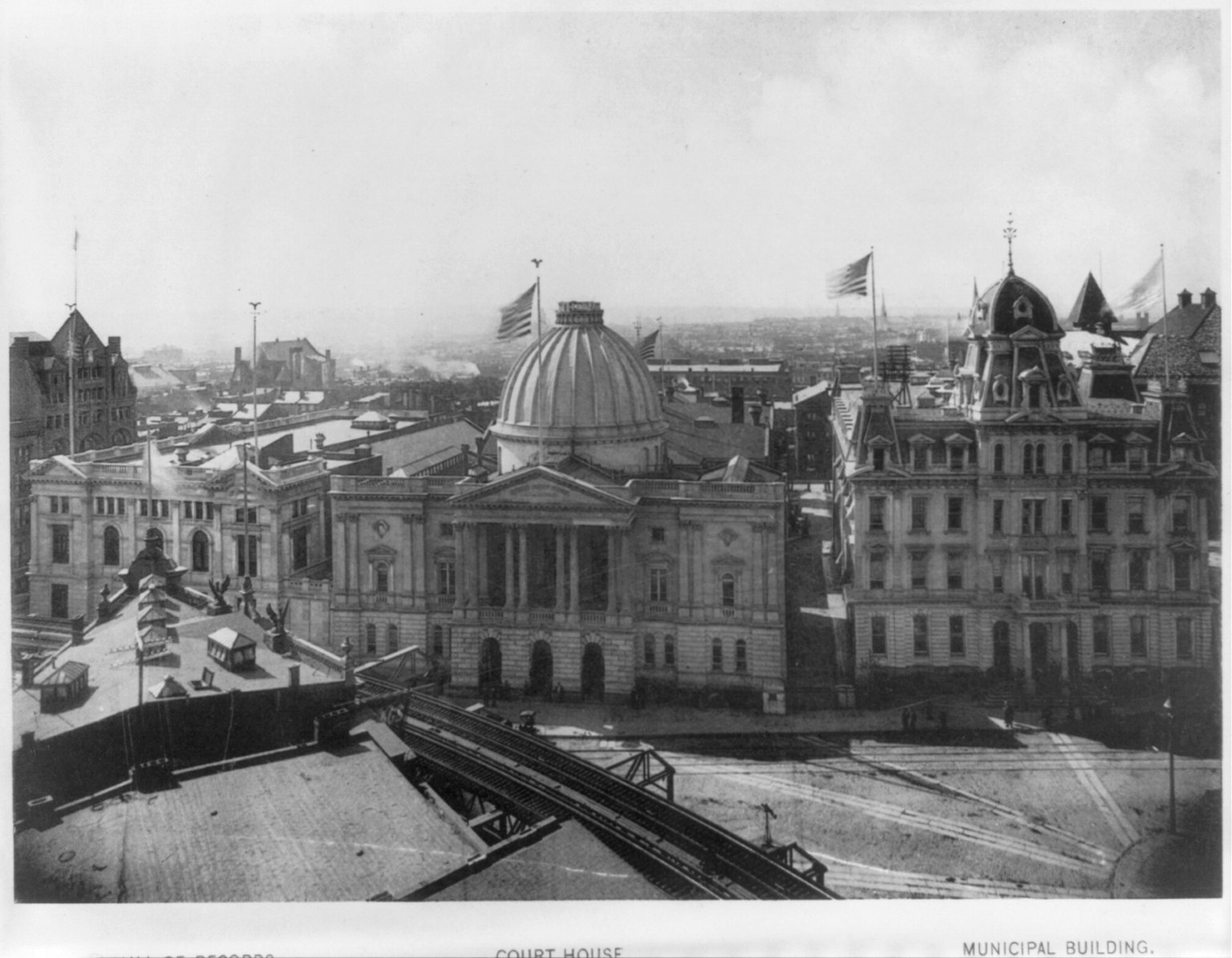
El Palacio de Justicia del Condado de Kings y el Hall of Records
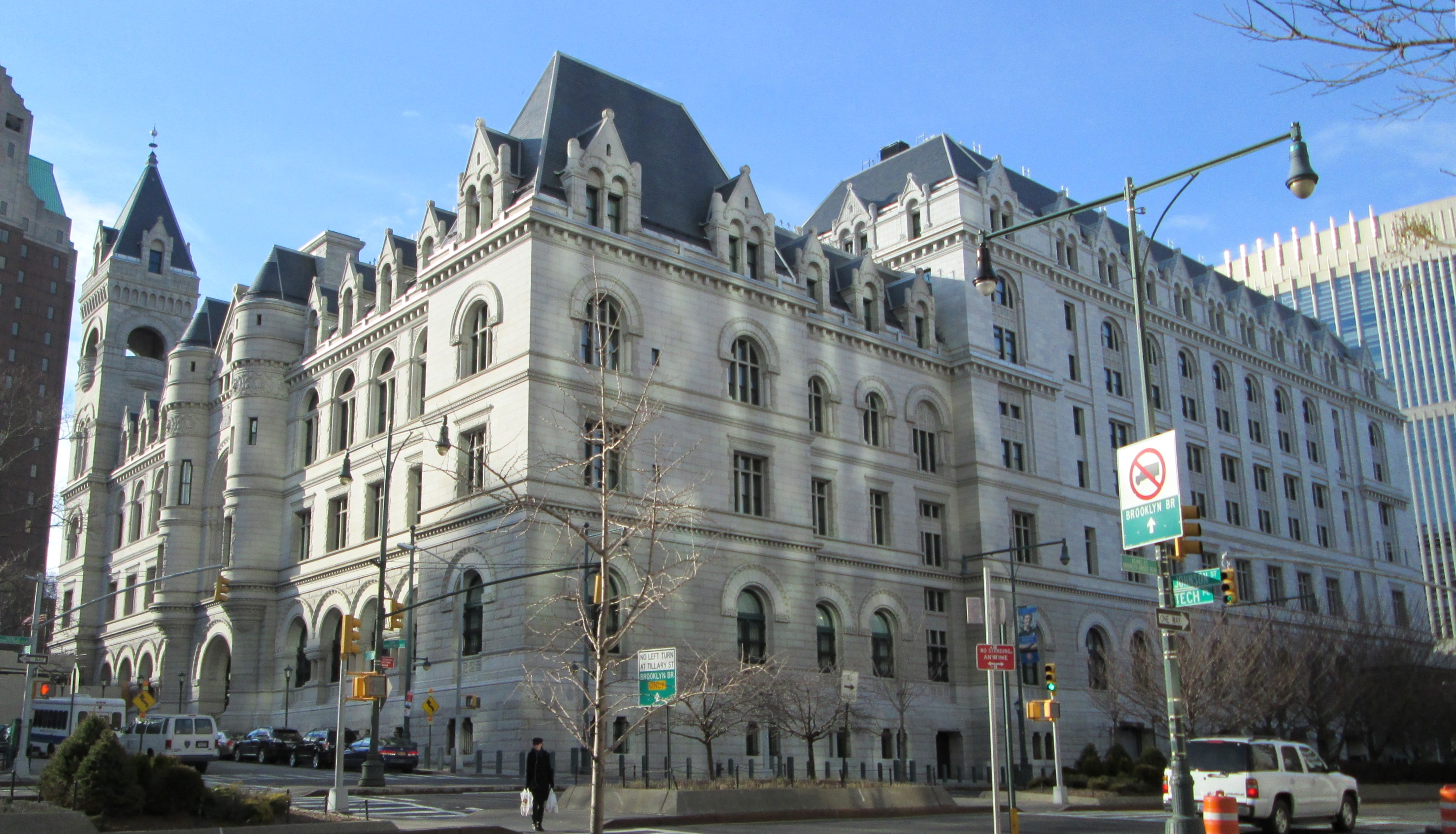
Federal Building and Post Office
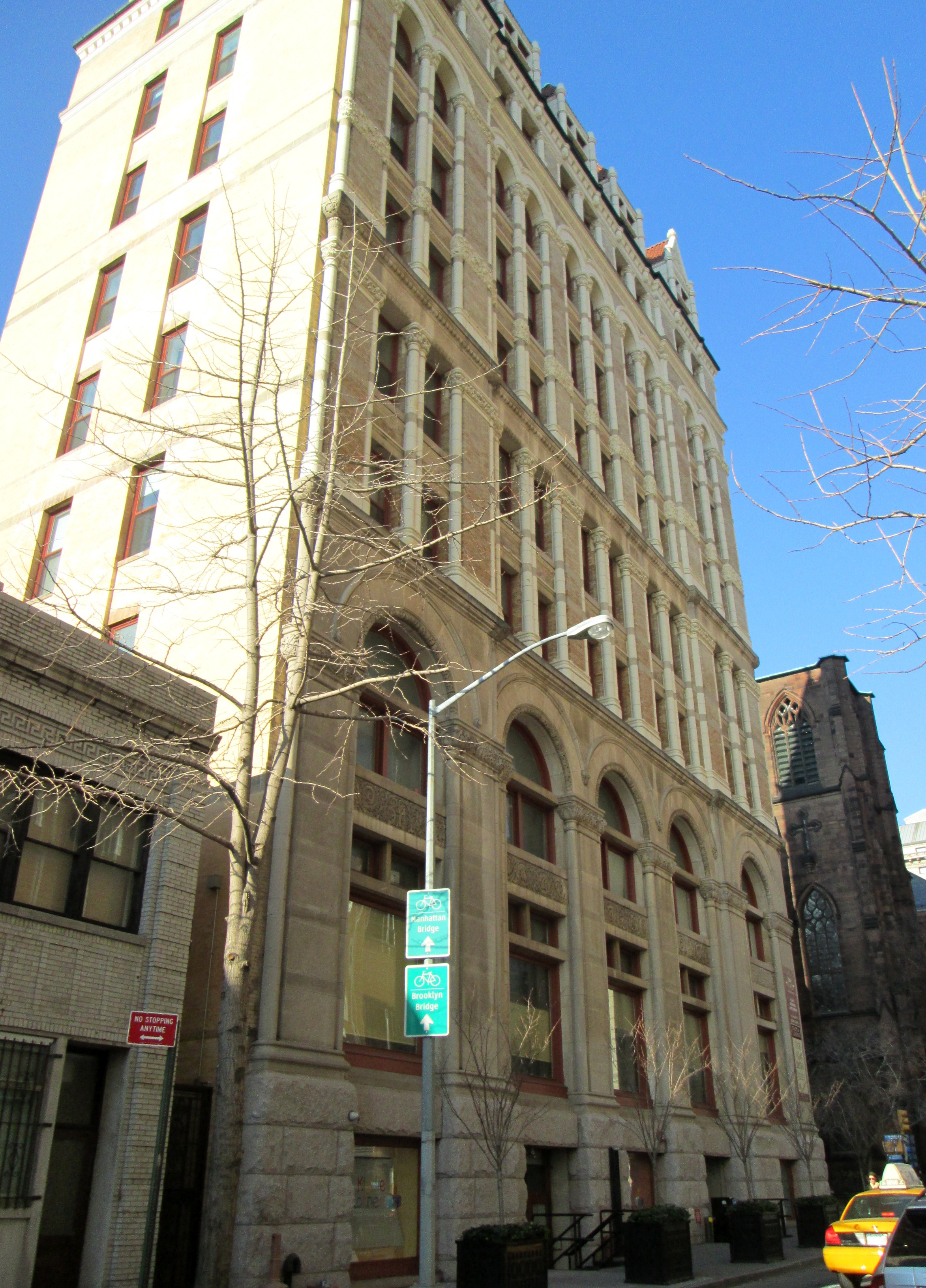
Franklin Trust Company Building
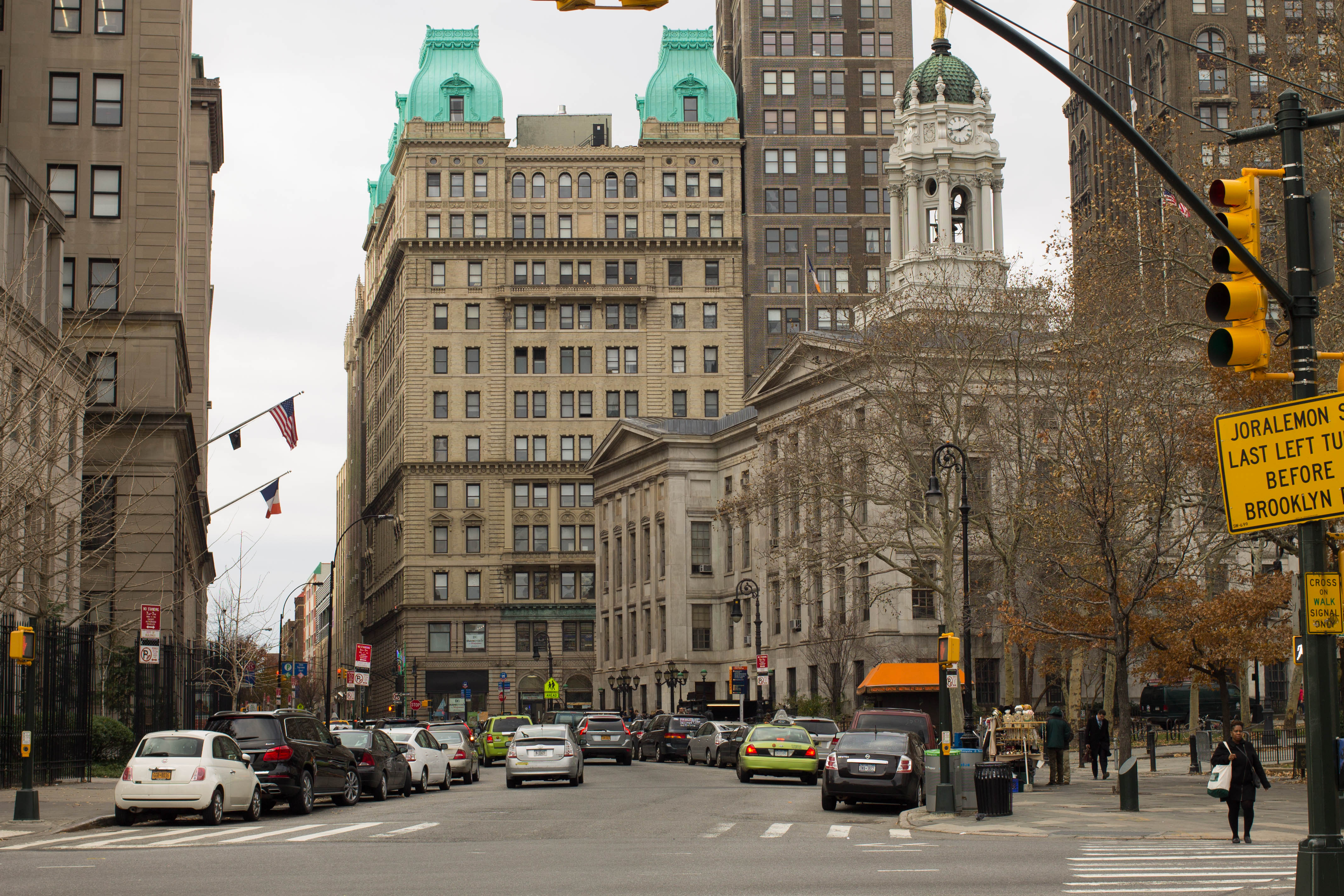
Temple Bar Building y el Brooklyn Borough Hall
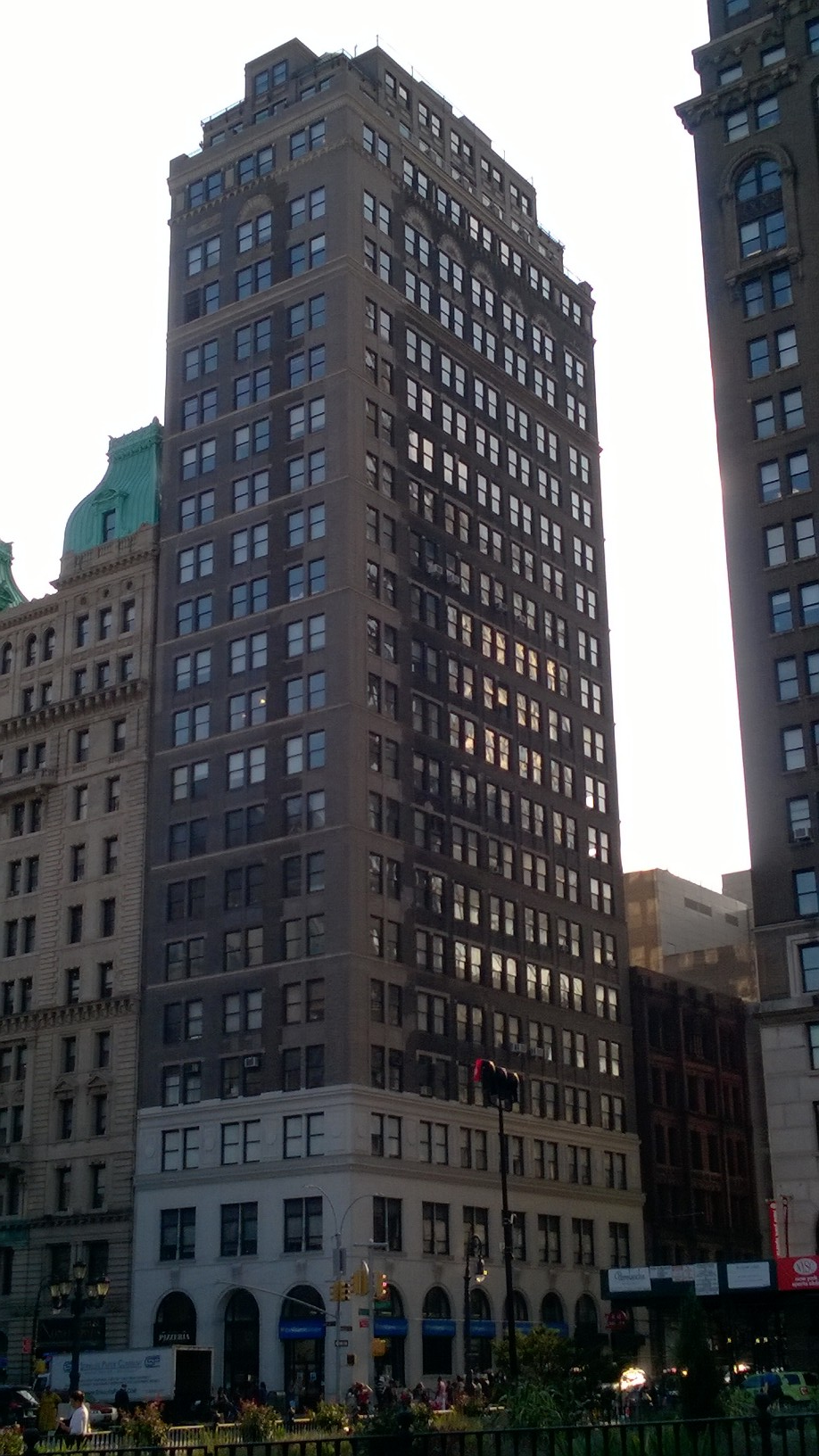
32 Court
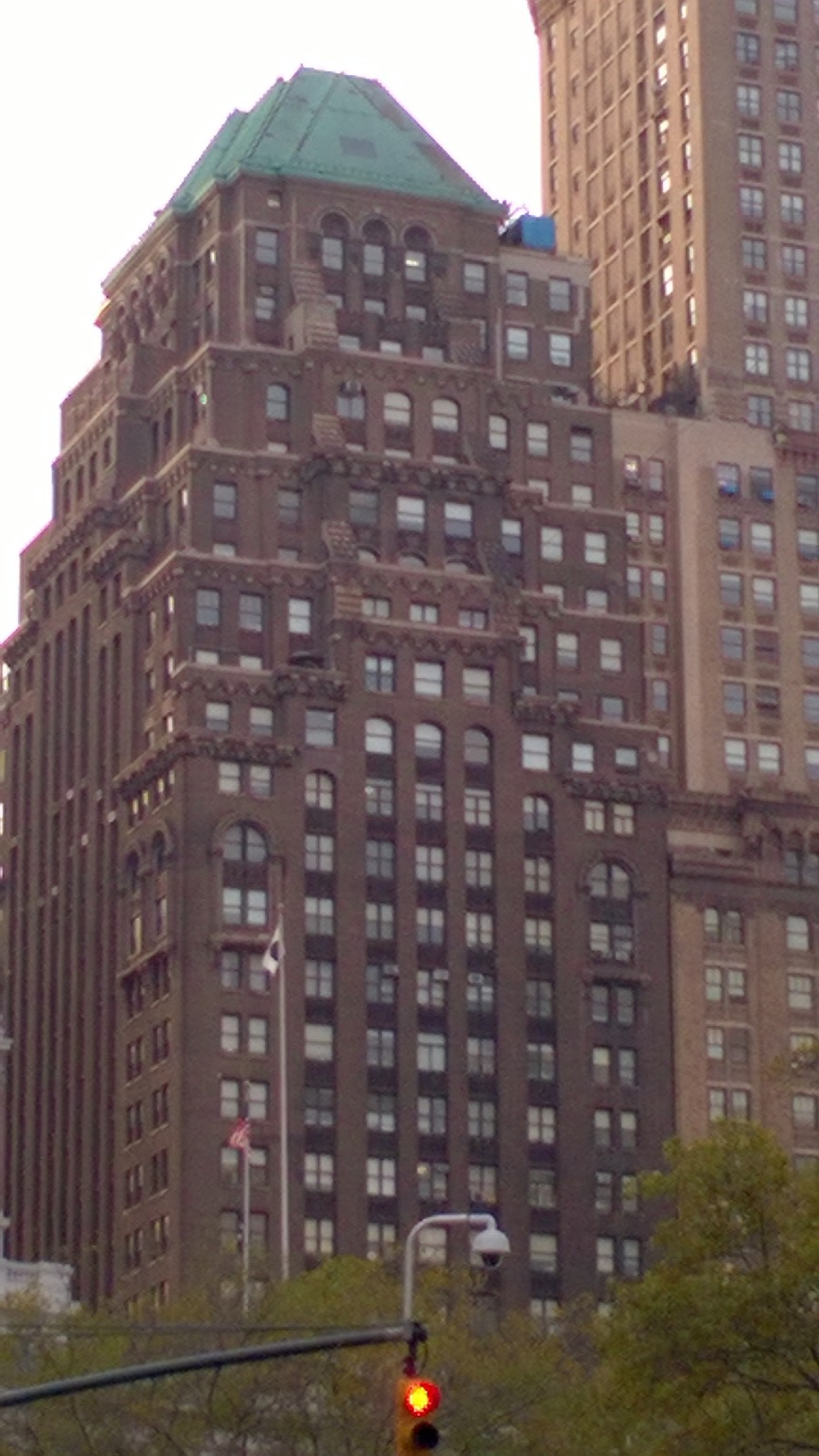
Court and Remsen Building
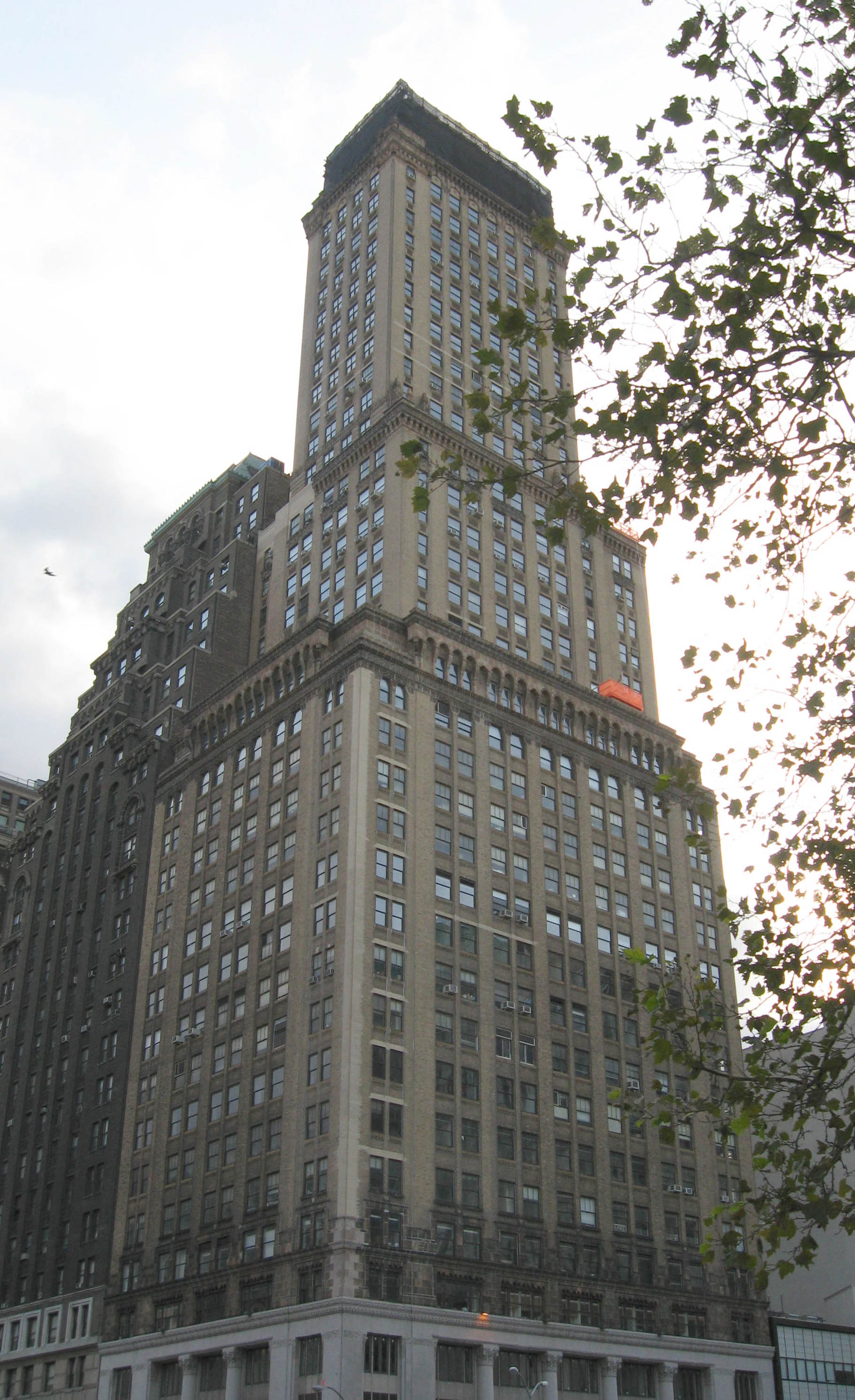
Montague-Court Building
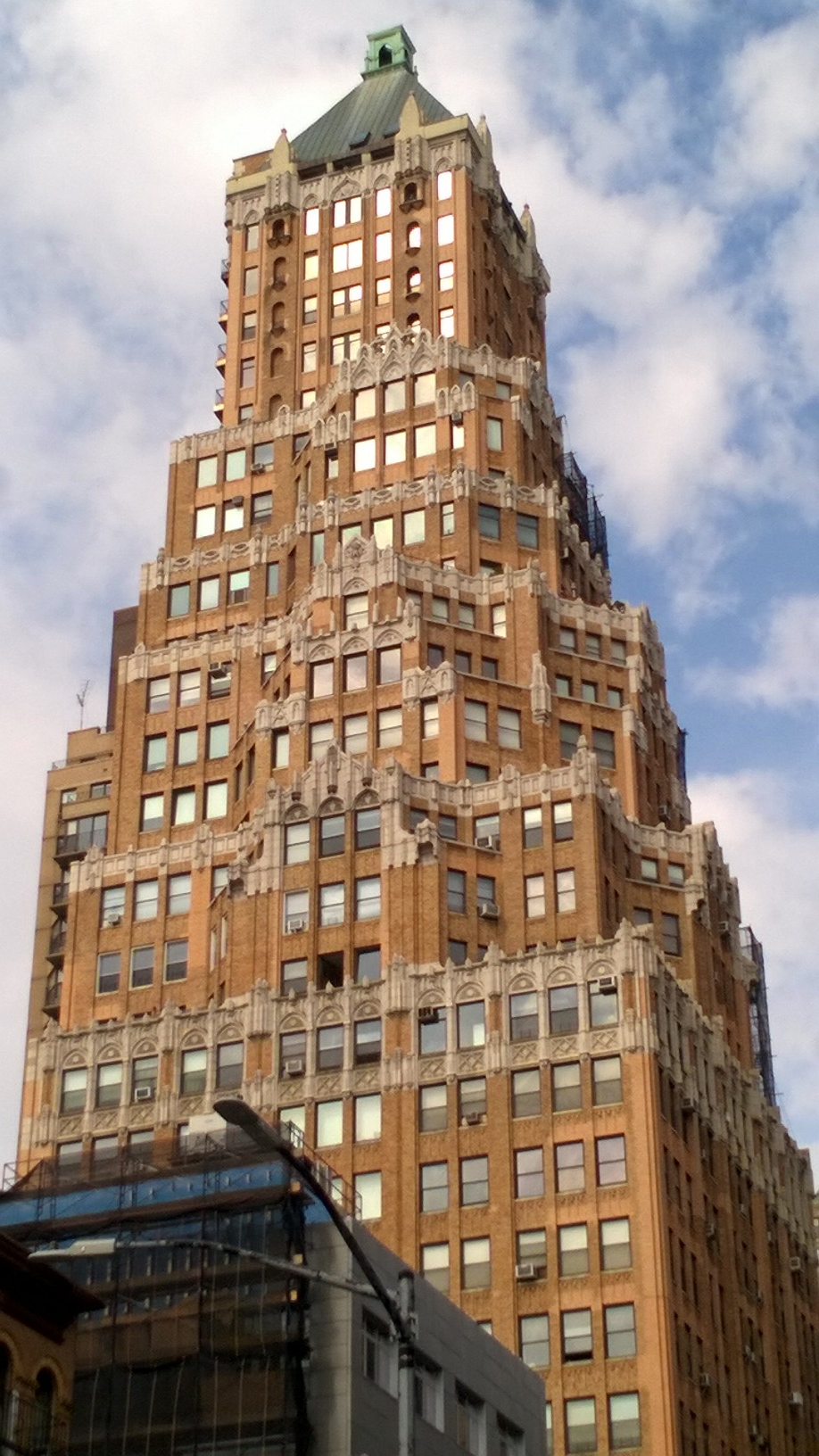
75 Livingston Street